# Pop-tarts
Pop-tarts es el nombre con que se le conoce a unas tartas planas, rectangulares y prehorneadas hechas por la compañía Kellogg's. Los Pop-Tarts contienen un relleno dulce sellado entre dos capas de masa. Algunas vienen glaseadas. Pueden comerse sin necesidad de ser calentadas, pero casi siempre se calientan en una tostadora o en un horno microondas. Normalmente se venden en pares dentro de paquetes de aluminio, y no requieren que se pongan en la nevera. Pop-tarts es la marca más popular de Kellog’s hoy día en los Estados Unidos, con ventas de hasta un millón cada año. Son distribuidas mayormente en los Estados Unidos, pero también en Canadá y México. En el Reino Unido y en Irlanda igualmente pueden conseguirse. Las pop-tarts dejaron de fabricarse en Australia en el 2005 y ahora solo se encuentran en tiendas de importación.
Entre los sabores más populares se encuentran: chocolate, manzana, arándano, fresa, canela, cereza y malvavisco con chocolate.

## Historia
La marca Post incorporó el proceso de envasar sus alimentos en aluminio para mantenerlos frescos (método que se usó en un principio para envasar comida para perros) a sus desayunos para tostadoras. Con la intención de complementar sus cereales fríos, Post anunció su nuevo producto en 1963 a la prensa, dándole el nombre de "Country Squares."
Ya que Post había anunciado sus "Country Squares" antes de estar listas, el contrincante más grande de Post, Kellogg's, tuvo la oportunidad de crear su propia versión en sólo seis meses, las Pop-Tarts. El nombre de su producto surgió de Pop Art, el cual estaba de moda durante la época. El producto se dio a conocer por medio de Milton, una tostadora en caricatura.
Las Pop-Tarts no estaban glaseadas cuando se presentaron por primera vez en 1964. Años más tarde se probó que el glaseado podía aguantar el calor de una tostadora, así que en 1967 se sacó al mercado las Pop-Tarts glaseadas las cuales venían en distintos sabores, entre estos: fresa, arándanos, canela y manzana.

## Sabores

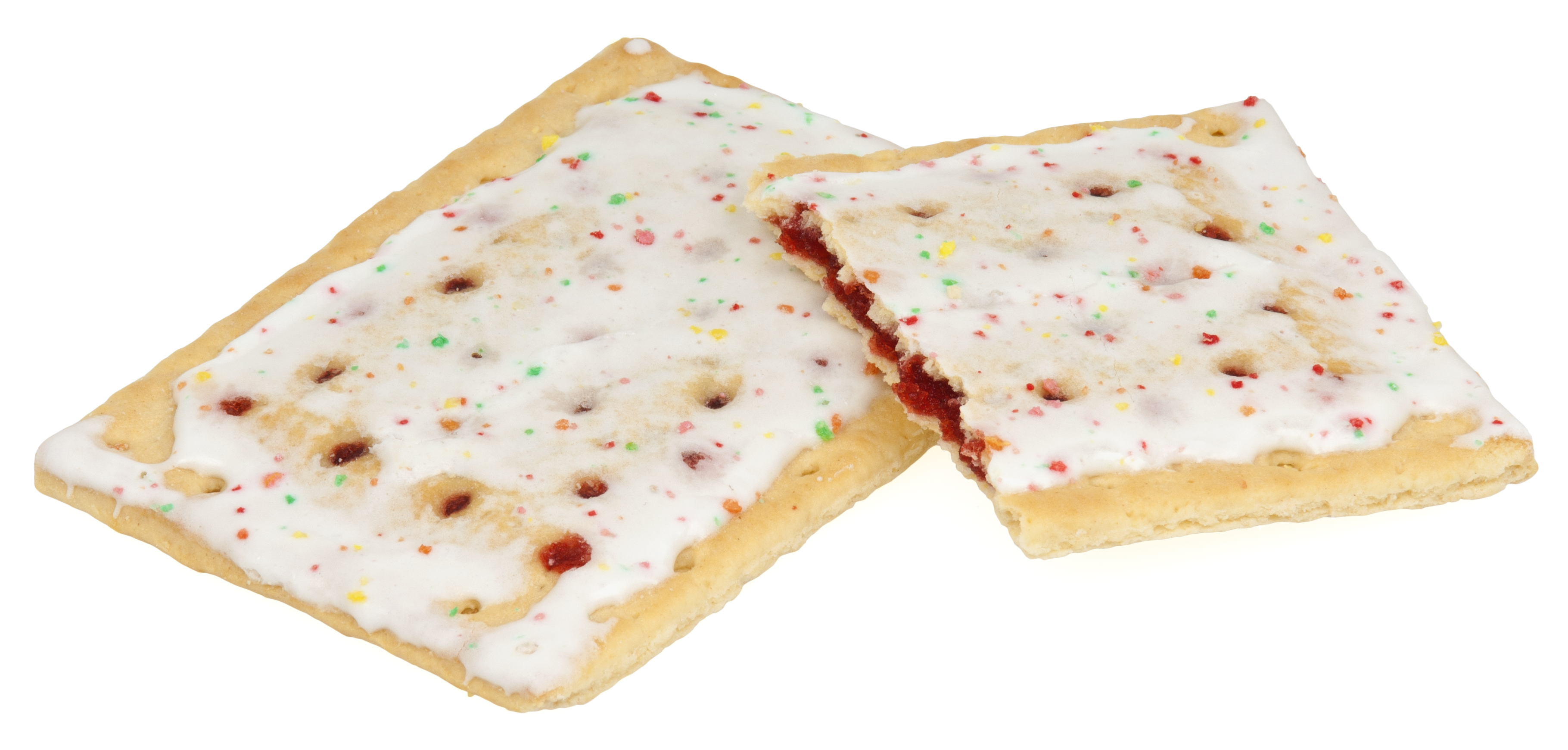
Pop-Tarts de la variedad Frosted Strawberry.

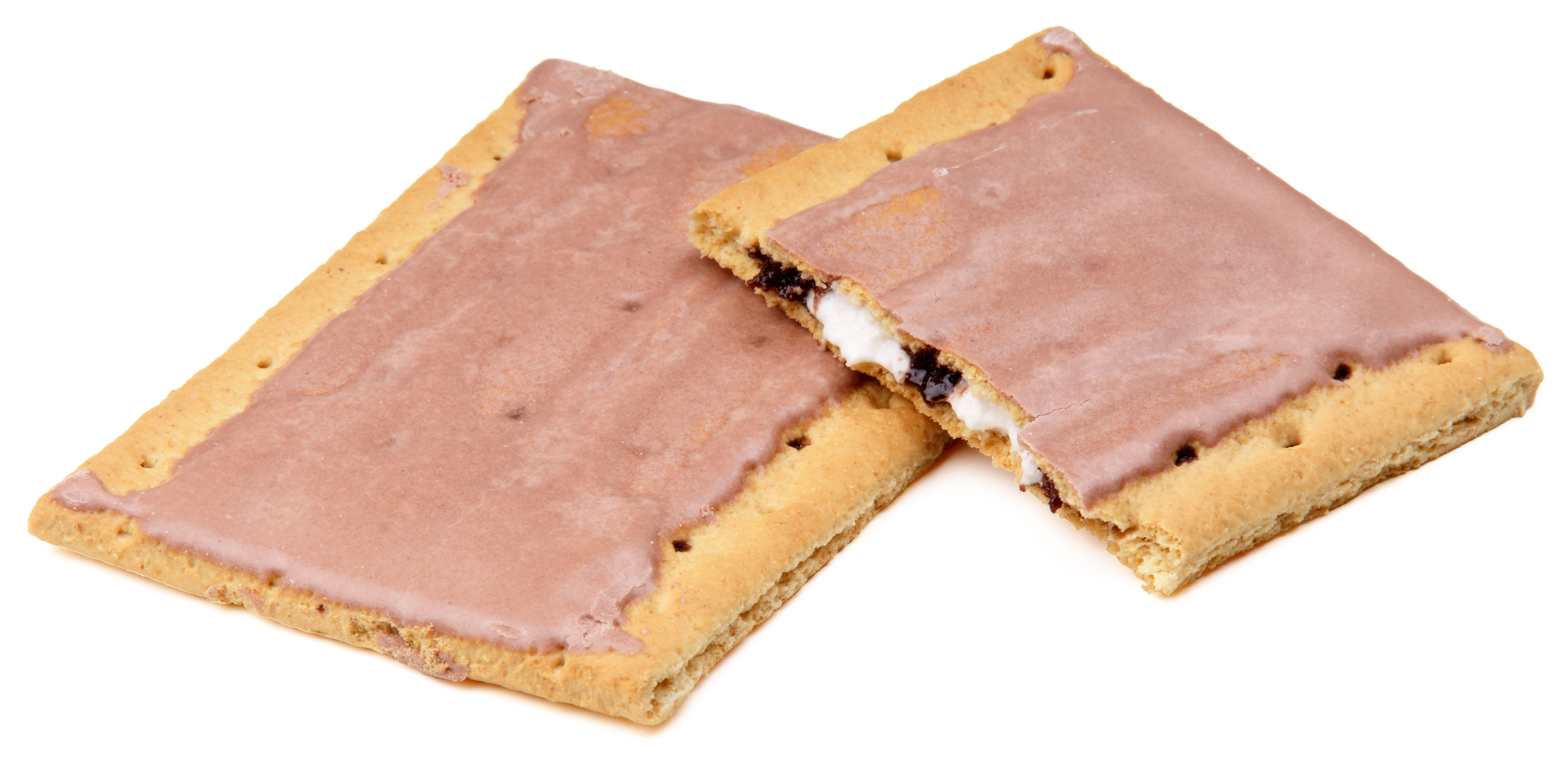
Pop-Tarts sabor s’more.

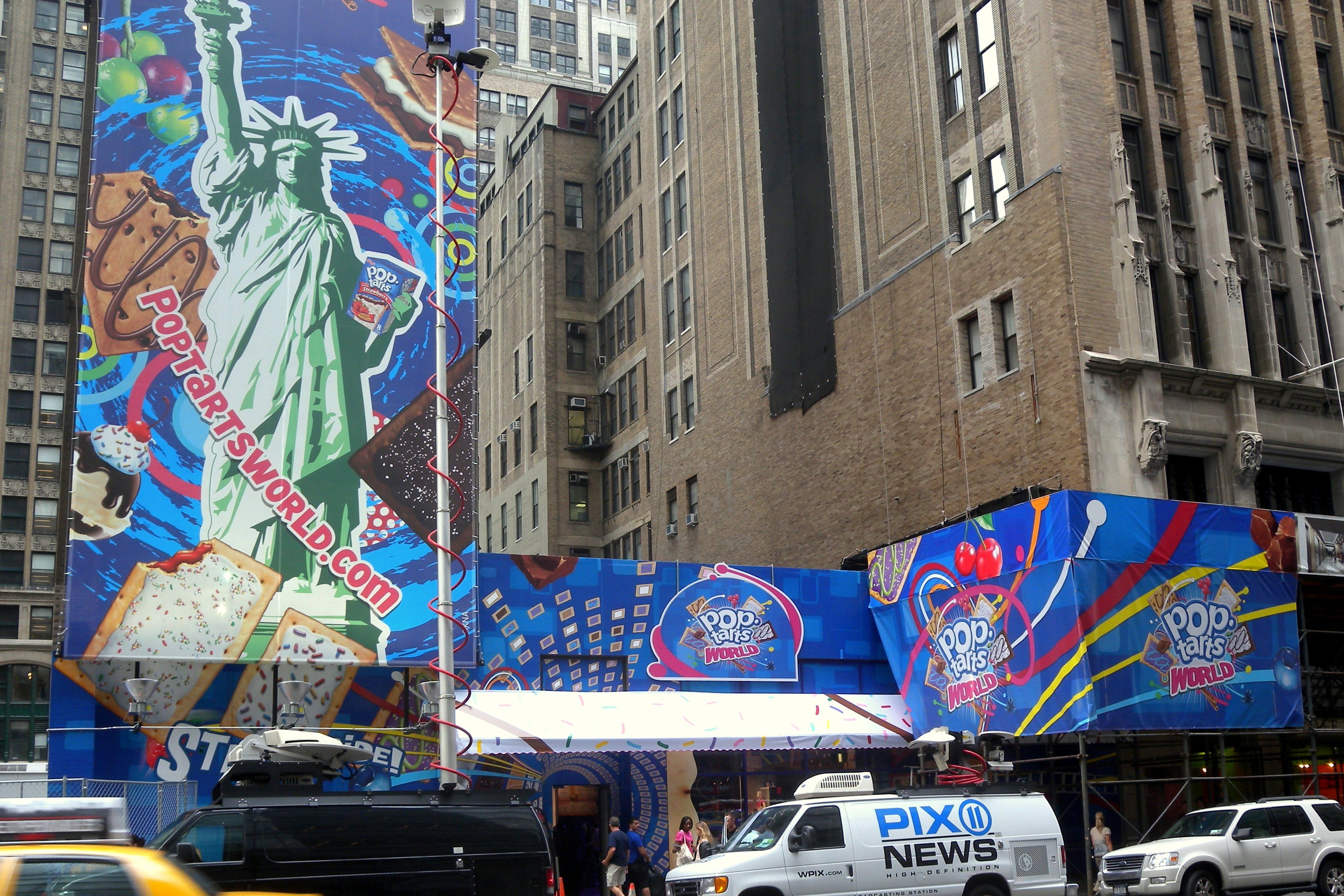
Pop-Tarts en Nueva York.

Las Pop-Tarts de Kellogg's vienen en una variedad de sabores. Hasta el momento se han hecho 28 variedades.

### Glaseadas
- Dutch Apple
- Peanut Butter and Jelly
- Apple Strudel
- Frosted Blueberry
- Frosted Brown Sugar Cinnamon
- Frosted Cherry
- Chocolate Chip
- Chocolate Banana Split
- Chocolate Chip Cookie Dough
- Frosted Chocolate Fudge
- Cinnamon Roll
- Frosted Wild Watermelon
- Frosted Wild Berry
- Frosted Cookies & Cream
- Ginger Bread
- Wild Tropical Blast
- Hot Fudge Sundae
- Frosted Raspberry
- S'Mores
- Frosted Strawberry
- Frosted Strawberry Milkshake
- Vanilla Milkshake
- Frosted Wildberry
- Blueberry Muffin
- Cookies 'N Creme
- Wild Grape (Newest)

### No glaseadas
Smart Tarts
- Blueberry
- Strawberry
- Brown Sugar Cinnamon
- Icy Cold Polar
- Wild Berry

### Pop-Tarts Splitz
- Chocolate Vanilla
- Strawberry Blueberry
- Chocolate Strawberry
- Maple Brown Sugar
- Strawberry Lemonade

### Ediciones limitadas
- Dulce De Leche (2008-al presente)
- Guava Mango (2008-al present)
- Chocolate Banana Split (2009-al presente)
- Orange Cream (2009-al presente)
- Blueberry Muffin (2009-al presente)

### Printed Fun
- Knock Knock Jokes Frosted Berry Who?
- Barbie Sparkleberry
- Barbie Wildberry
- Hot Wheels Cinna-Match 1 Brown Sugar Cinnamon
- American Idol Blue Raspberry
- Indiana Jones Brown Sugar Cinnamon
- NFL Frosted Brown Sugar Cinnamon
- Pictionary
- Nix Family Laffy Taffy Flavors
- NASCAR Brown Sugar Cinnamon
- Super Silly Berry Delight

### Grano integral
- Strawberry
- Brown Sugar Cinnamon
- Chocolate Fudge
- Blueberry

### Descontinuadas
- Chocolate Vanilla Cream
- Pancake Syrup blueberry (German)
- My Goodness Cherry
- Frosted Grape
- Frosted Wild Watermelon
- Hot Chocolate
- French Toast
- Wild Tropical Blast
- Frosted Caramel Chocolate
- Frosted Double Berry
- Mint Chocolate Chip*
- Low Fat Frosted Chocolate Fudge
- Piña Colada
- Disney Princess Jewelberry
- Hello Kitty Meowberry
- Vanilla
- Wild Magic Burst
- Unfrosted Cherry
- Apple Cinnamon
- Strawberry Cheese Danish
- Chocolate Graham Cracker

## Salidas del mercado
Se han dado casos de informes para retirar las Pop-Tarts del mercado debido a falsas etiquetas sobre los ingredientes que contiene, los cuales pudieron haber provocado reacciones alérgicas. Entre estos:
6 de diciembre de 2002: Kellog USA da un aviso de alerta en las Pop-Tarts "Frosted Brown Sugar Cinnamon" por el uso de huevo no declarado.

14 de diciembre de 2006: Kellog USA reporta un aviso de alerta en las Pop-Tarts "Frosted Blueberry Toaster Pastries" por el uso de un tipo de leche no declarado.

## Promociones
En el 2009, Kellog's ofreció la oportunidad de ganar una tarjeta iTunes de mil dólares en paquetes identificados de Pop-Tarts.
En 2011 Kellog´s dio la oportunidad de ganar un Xbox con su kinect en empaques marcados